# Marion Titze
Marion Titze (* 23. April 1953 in Lichtenwalde bei Chemnitz) ist eine deutsche Schriftstellerin.

## Leben
Marion Titze studierte von 1972 bis 1976 an der Sektion Journalistik in Leipzig, daneben absolvierte sie ein Fernstudium am Literaturinstitut „Johannes R. Becher“. Von 1976 bis 1985 arbeitete sie als Redakteurin beim DDR-Fernsehen. Hier war sie auch als Bezirksstadt-Korrespondentin der Aktuellen Kamera in Cottbus tätig. Von 1985 bis 1987 gehörte Titze der Redaktion der Zeitschrift Temperamente an. Nachdem Titze dort aus politischen Gründen entlassen worden war, ließ sie sich als freie Schriftstellerin in Berlin nieder. Nach der Wende lieferte sie auch Radioessays für den Südwestrundfunk.

## Auszeichnungen
- 1995: Förderpreis zum Bremer Literaturpreis
- 1995: Anna-Seghers-Preis
- 1999: Förderpreis zum Lessing-Preis des Freistaates Sachsen

## Werke
- Unbekannter Verlust. Rowohlt, Berlin 1994, ISBN 3-87134-208-4.
- Das Haus der Agave. Erzählungen. Klett-Cotta, Stuttgart 1997, ISBN 3-608-93684-X.
- Schillers schönes Fieber und andere Diagnosen (= Meridiane. Band 8). Ammann, Zürich 1999, ISBN 3-250-60008-3.
- Vom Mond das fehlende Stück. Ein Essay über Thomas Hürlimanns »Einsiedler Welttheater« nach Pedro Calderón de la Barca. Ammann, Zürich 2000, ISBN  3-250-20001-8.
- Niemandskind (= Meridiane. Band 65). Roman. Ammann, Zürich 2004, ISBN 3-250-60065-2.
- Schlaf, Tod und Traum. Mit Paco Knöller (13 Lithographien). Edition Mariannenpresse, Berlin 2007, ISBN 978-3-926433-44-2.